# Llista de municipis del districte de Revúca
Llista de tots els municipis del districte de Revúca de la regió de Banská Bystrica.
Informació actualitzada per un bot. Els canvis manuals es perdran quan s'actualitzi!
| Escut | Municipi           | Població | Superfície km² | Densitat | Altitud | Codi postal                     | Codi territorial | Dades a Wikidata              |
| ----- | ------------------ | -------- | -------------- | -------- | ------- | ------------------------------- | ---------------- | ----------------------------- |
|       | Chvalová           | 194      | 9,3            | 20,92    | 222     | 982 62 (pošta Gemerská Ves)     | SK0328514977     | Modifica les dades a Wikidata |
|       | Chyžné             | 409      | 19,5           | 20,92    | 296     | 049 18 (pošta Lubeník)          | SK0328525774     | Modifica les dades a Wikidata |
|       | Držkovce           | 569      | 20,7           | 27,5     | 219     | 982 62 (pošta Gemerská Ves)     | SK0328514675     | Modifica les dades a Wikidata |
|       | Gemer              | 889      | 18             | 49,48    | 181     | 982 01 (pošta Tornaľa)          | SK0328514721     | Modifica les dades a Wikidata |
|       | Gemerská Ves       | 992      | 17,7           | 56,06    | 194     | 982 62                          | SK0328514756     | Modifica les dades a Wikidata |
|       | Gemerské Teplice   | 370      | 12,7           | 29,09    | 234     | 049 16 (pošta Jelšava)          | SK0328525677     | Modifica les dades a Wikidata |
|       | Gemerský Sad       | 289      | 12,2           | 23,76    | 253     | 049 13 (pošta Hucín)            | SK0328525685     | Modifica les dades a Wikidata |
|       | Hrlica             | 55       | 5,5            | 10,01    | 439     | 982 66 (pošta Ratkovské Bystré) | SK0328514896     | Modifica les dades a Wikidata |
|       | Hucín              | 915      | 12,6           | 72,87    | 221     | 049 13                          | SK0328525766     | Modifica les dades a Wikidata |
|       | Jelšava            | 3.177    | 46,8           | 67,89    | 258     | 049 16 (pošta Jelšava)          | SK0328525791     | Modifica les dades a Wikidata |
|       | Kameňany           | 851      | 31,3           | 27,15    | 246     | 049 62                          | SK0328525812     | Modifica les dades a Wikidata |
|       | Levkuška           | 252      | 3,6            | 69,34    | 183     | 982 62 (pošta Gemerská Ves)     | SK0328515159     | Modifica les dades a Wikidata |
|       | Leváre             | 77       | 7,4            | 10,36    | 210     | 982 62 (pošta Gemerská Ves)     | SK0328515574     | Modifica les dades a Wikidata |
|       | Licince            | 793      | 18,3           | 43,39    | 210     | 049 14                          | SK0328525901     | Modifica les dades a Wikidata |
|       | Lubeník            | 1.254    | 5,8            | 215,73   | 274     | 049 18                          | SK0328525928     | Modifica les dades a Wikidata |
|       | Magnezitovce       | 438      | 15,2           | 28,86    | 346     | 049 16 (pošta Jelšava)          | SK0328525944     | Modifica les dades a Wikidata |
|       | Mokrá Lúka         | 545      | 15,2           | 35,83    | 295     | 050 01 (pošta Revúca 1)         | SK0328580384     | Modifica les dades a Wikidata |
|       | Muránska Dlhá Lúka | 938      | 18,7           | 50,29    | 343     | 050 01 (pošta Revúca 1)         | SK0328525995     | Modifica les dades a Wikidata |
|       | Muránska Huta      | 172      | 8,5            | 20,34    | 688     | 049 01 (pošta Muráň 1)          | SK0328526002     | Modifica les dades a Wikidata |
|       | Muránska Lehota    | 199      | 7,9            | 25,32    | 388     | 049 01 (pošta Muráň 1)          | SK0328526011     | Modifica les dades a Wikidata |
|       | Muránska Zdychava  | 218      | 28,6           | 7,63     | 520     | 050 01 (pošta Revúca 1)         | SK0328526029     | Modifica les dades a Wikidata |
|       | Muráň              | 1.167    | 103,2          | 11,31    | 393     | 049 01 (pošta Muráň 1)          | SK0328525987     | Modifica les dades a Wikidata |
|       | Nandraž            | 249      | 10,6           | 23,48    | 287     | 049 61 (pošta Rákoš)            | SK0328526037     | Modifica les dades a Wikidata |
|       | Otročok            | 320      | 5,4            | 59,51    | 186     | 982 62 (pošta Gemerská Ves)     | SK0328515256     | Modifica les dades a Wikidata |
|       | Ploské             | 75       | 7,3            | 10,33    | 313     | 982 65 (pošta Ratková)          | SK0328515302     | Modifica les dades a Wikidata |
|       | Polina             | 103      | 9,1            | 11,37    | 209     | 982 62 (pošta Gemerská Ves)     | SK0328515311     | Modifica les dades a Wikidata |
|       | Prihradzany        | 66       | 4,6            | 14,5     | 260     | 049 14 (pošta Licince)          | SK0328526100     | Modifica les dades a Wikidata |
|       | Ratkovské Bystré   | 289      | 27,4           | 10,55    | 402     | 982 66                          | SK0328515400     | Modifica les dades a Wikidata |
|       | Ratková            | 650      | 12,7           | 51,13    | 289     | 982 65                          | SK0328515370     | Modifica les dades a Wikidata |
|       | Rašice             | 112      | 9,1            | 12,3     | 211     | 982 62 (pošta Gemerská Ves)     | SK0328515361     | Modifica les dades a Wikidata |
|       | Revúca             | 10.874   | 38,9           | 279,77   | 318     | 050 01                          | SK0328526142     | Modifica les dades a Wikidata |
|       | Revúcka Lehota     | 318      | 6,8            | 46,57    | 304     | 049 18 (pošta Lubeník)          | SK0328526151     | Modifica les dades a Wikidata |
|       | Rybník             | 146      | 16,9           | 8,62     | 260     | 982 65 (pošta Ratková)          | SK0328515507     | Modifica les dades a Wikidata |
|       | Rákoš              | 402      | 13             | 30,86    | 352     | 049 61                          | SK0328526118     | Modifica les dades a Wikidata |
|       | Sirk               | 1.380    | 18,3           | 75,22    | 404     | 049 64                          | SK0328526258     | Modifica les dades a Wikidata |
|       | Skerešovo          | 210      | 12,9           | 16,27    | 220     | 982 62 (pošta Gemerská Ves)     | SK0328515523     | Modifica les dades a Wikidata |
|       | Sása               | 220      | 4,6            | 47,74    | 284     | 982 65 (pošta Ratková)          | SK0328557820     | Modifica les dades a Wikidata |
|       | Tornaľa            | 6.702    | 57,7           | 116,15   | 182     | 982 01                          | SK0328515612     | Modifica les dades a Wikidata |
|       | Turčok             | 278      | 14,8           | 18,81    | 336     | 049 18 (pošta Lubeník)          | SK0328526321     | Modifica les dades a Wikidata |
|       | Višňové            | 61       | 8,3            | 7,37     | 252     | 982 62 (pošta Gemerská Ves)     | SK0328515761     | Modifica les dades a Wikidata |
|       | Šivetice           | 348      | 8,3            | 42,12    | 330     | 049 14 (pošta Licince)          | SK0328526304     | Modifica les dades a Wikidata |
|       | Žiar               | 110      | 5              | 22,01    | 180     | 982 01 (pošta Tornaľa)          | SK0328515833     | Modifica les dades a Wikidata |